# 二茂镍
二茂镍，又称二环戊二烯合镍，是一种有机镍化合物，化学式 C10H10Ni。这种有顺磁性的亮绿色固体具有学术兴趣，但没有实际用途。

## 结构
Ni(C5H5)2 是一种茂金属。茂金属通常是由金属离子和两个茂基配体组成的。在固态下，二茂镍是 D5d 对称群，两个茂环是交错的。

## 制备
二茂镍是在1953年，二茂铁发现不久后由恩斯特·奥托·菲舍尔首次制备的。它可以通过一锅法制备，也就是通过乙基溴化镁去质子化环戊二烯，然后加入无水乙酰丙酮镍。现代制备方法包括无水的 NiCl2（例如氯化六氨合镍）和环戊二烯基钠的反应：
[Ni(NH3)6]Cl2  +  2 NaC5H5  →  Ni(C5H5)2  +  2 NaCl  +  6 NH3

## 性质
二茂镍是一种深绿色晶体，具有相当的耐空气性，容易氧化。
二茂镍和硝酸反应，形成剧毒的环戊二烯基亚硝酰镍。